# Зивертс, Эрнест
Эрнест Зивертс (латыш. Ernests Zīverts; 5 сентября 1879—1937) — латышский график.

## Биография
Эрнест Зивертс (также Завартс) родился 5 сентября 1879 года в Шлокенбекской волости Туккумского уезда Курляндской губернии Российской империи (ныне — Энгурский край Латвии).
Окончил Туккумскую городскую школу и Рисовальную школу Императорского общества поощрения художеств в Петербурге, в 1900-х годах учился в Центральном училище технического рисования барона А. Л. Штиглица.
Работал печатником под началом академика В. В. Матэ в эстампной мастерской Императорской Академии художеств (1897—1916). В 1916 году был призван в Русскую армию. В 1918—1923 жил в Туле. Был сотрудником Народного комиссариата просвещения РСФСР, Народного комиссариата внешней торговли (1923—1933) и Центрального географического музея (1933—1934).
Состоял членом петербургского латышского художественного кружка «Рукис», был одним из основателей сатирического журнала «Свари».
В 1937 году был репрессирован. Точная дата смерти не известна.

## Творчество
Работал в реалистичной манере, предпочтение отдавал портрету и пейзажу, в большинстве своём работы относятся к области станковой графики — линогравюра, литография, офорт. Имел некоторый опыт в книжной иллюстрации. Наиболее известные произведения: «Портрет Райниса» (1905), Ночная мельница (1905), Зимний пейзаж (1908), серия миниатюр с портретами деятелей русского театра (с 1913).